# Olympische Sommerspiele 1976/Teilnehmer (Bahamas)
| Gelbes Symbol für Goldmedaillen mit stilisierten Olympischen Ringen | Graues Symbol für Silbermedaillen mit stilisierten Olympischen Ringen | Braundes Symbol für Bronzemedaillen mit stilisierten Olympischen Ringen |
| ------------------------------------------------------------------- | --------------------------------------------------------------------- | ----------------------------------------------------------------------- |
| —                                                                   | —                                                                     | —                                                                       |

Die Bahamas nahmen an den Olympischen Sommerspielen 1976 in Montreal, Kanada, mit einer Delegation von elf Sportlern (zehn Männer und eine Frau) teil.

## Teilnehmer nach Sportarten

### Leichtathletik
- Michael Sands
100 Meter: Vorläufe
400 Meter: Viertelfinale

- Clive Sands
100 Meter: Vorläufe
200 Meter: DNF im Vorlauf
4 × 100 Meter: Halbfinale

- Leonard Jervis
100 Meter: Vorläufe
4 × 100 Meter: Halbfinale

- Walter Callander
200 Meter: Viertelfinale
4 × 100 Meter: Halbfinale

- Danny Smith
110 Meter Hürden: Vorläufe
4 × 100 Meter: Halbfinale

- Fletcher Lewis
Weitsprung: 11. Platz

- Phil Robins
Dreisprung: In der Qualifikation ausgeschieden

- Shonel Ferguson
Frauen, 100 Meter: Vorläufe
Frauen, Weitsprung: 28. Platz in der Qualifikation

### Schwimmen
- Andy Knowles
200 Meter Freistil: Vorläufe
400 Meter Freistil: Vorläufe

- Bruce Knowles
100 Meter Brust: Vorläufe

### Segeln
- Michael Russell
Finn-Dinghy: 25. Platz